# The Four II
The Four II (四大名捕2, Si da ming bu 2) és una pel·lícula wuxia de Hong Kong de 2013 dirigida per Gordon Chan i Janet Chun. És la seqüela de The Four del 2012.

## Argument
Cold Blood té l'olor de la sang mentre el Departament Sis i el Divine Constabulary estan instal·lant el campament en un bosc boirós. Corrent per davant dels altres, Cold Blood, Life Snatcher, Iron Hands i Ji Yaohua arriben davant d'una casa tancada i aparentment abandonada. En un intent de trencar el pany, Cold Blood és atacat per un canó i amb prou feines escapa. Nota la persona darrere del canó: Zhuge Zhengwo. Guardant la informació per a ell, la resta del Departament Sis i la policia divina s'afanyen a la casa per descobrir el vessament de sang de molts i només hi ha un supervivent, un home que Zhuge Zhengwo identifica com Ouyang Da, algú el rostre del qual havia desaparegut del món pugilista fa dotze anys. Tots els altres han mort per ferides similars, totes causades per la mateixa arma amb la qual va ser atacat Cold Blood. Zhuge Zhengwo mostra un gran interès per l'incident i ràpidament demana al xeriff King que lliuri el cas a la policia divina. El xèrif King està d'acord, i Ji Yaohua juntament amb els altres del Departament Sis protesten; hi ha hagut casos similars de massacres que han estat investigant, cadascun amb la mort d'un home que se suposava que havia mort fa dotze anys. Totes les morts estan lligades a Zhuge Zhengwo, ja que aquests homes formaven part de la Banda dels Dotze suposadament executada per ell quan van massacrar la família de Sheng Yayu, ara sense emocions. El sisè departament creu fermament que és probable que Zhuge Zhengwo hagués mentit sobre l'execució de la Colla dels Dotze i va saltar a la fama, només per silenciar els que se suposa que havien estat morts durant dotze anys perquè no es descobrís el seu secret. El xèrif King creu en el seu amic, però ordena al Departament Sis que continuï investigant en silenci.
Mentrestant, An Shigeng no ha mort per fer-se esclatar en flames. El seu pare, Lord An, fa que sigui restaurat a la vida amb l'ús d'un determinat organisme semblant a un arbre i planeja usurpar el tron a tota costa. An Shigeng qüestiona les accions del seu pare i Lord An només respon que tot el que fa és pel bé del seu fill.
Ji Yaohua té malsons de ser atacada mentre dorm. Inquieta i convençuda que algú vol aconseguir-la, finalment és segrestada per Lady Fog, la seva sènior que treballa per a Lord An, una nit. Lady Fog la porta a An Shigeng i Ji Yaohua se sorprèn de trobar-lo viu. Tanmateix, comença a treballar per a Lord An després d'haver donat una píndola verinosa. Per continuar viva, necessitarà un antídot mensual que només el Lord An posseeix. Les seves lleialtats estan dividides i ella demana a Cold Blood que la trobi a una casa de te. L'objectiu de la cita és revelar totes les investigacions fetes pel Departament Sis. Emotionless acompanya Cold Blood a la reunió. Emotionless és incapaç de fer front al fet que Zhuge Zhengwo és el principal sospitós dels assassinats. A més, diu que Zhuge Zhengwo podria haver-li mentit sobre l'execució de la Colla dels Dotze. Se'n va de pressa. Cold Blood la segueix ràpidament. Ji Yaohua està decebuda pel fet que aquest assumpte no fos entre ella i Cold Blood.
De tornada al Divine Constabulary, Cold Blood pregunta a Zhuge Zhengwo i revela que el va veure darrere del canó aquell dia que va intentar trencar el pany de la casa abandonada. Zhuge Zhengwo admet que va reconèixer l'arma utilitzada, ja que era la mateixa arma que li va regalar l'emperador quan va exercir com a guardaespatlles en cap, però els havia lliurat als arxius imperials fa temps perquè no volia utilitzar aquestes armes de gran destrucció. Està perplex per les incessants preguntes de Cold Blood sobre ser l'agressor aquell dia a la casa abandonada i es nega a respondre res sobre la massacre familiar d'Emotionless. Li demana a Cold Blood que li doni dos dies per resoldre el misteri i Cold Blood accepta. Tanmateix, abans que s'acabin els dos dies, el xèrif King es troba mort i totes les proves aparentment apunten a Zhuge Zhengwo com a assassí. El costat animalista de Cold Blood l'emporta i ataca Zhuge Zhengwo, culpant de la seva acceptació a la sol·licitud de dos dies com la raó de la mort de l'home que el va criar. Mentrestant, un altre membre de la Colla dels Dotze afirma trobar-se amb Zhuge Zhengwo al mateix lloc on es va trobar mort al Sheriff King, però abans que es puguin fer cap pregunta, Emotionless el mata per venjar-la.
Està furiosa per haver estat decebuda durant més d'una dècada, però abans que pugui obtenir cap resposta de Zhuge Zhengwo, són arrestats ràpidament per Ji Yaohua, que s'ha fet càrrec del Departament Sis; un per l'assassinat del xèrif King i un altre per l'assassinat d'un testimoni clau.
Amb el seu cap al comandament i una quarta part del seu equip tancat per assassinat, Cold Blood, Iron Hands i Life Snatcher estan perduts, deixant el Divine Constabulary penjat d'un fil prim.

## Repartiment
- Deng Chao com a Leng Lingqi/Lengxue (Cold Blood)
- Liu Yi Fei com a Sheng Yayu/Wuqing (Emotionless)
- Collin Chou com a Tie Youxia/Tieshou (Iron Hands)
- Ronald Cheng com a Cui Lueshang/Zhuiming (Blood thirster/Life Stealer)
- Anthony Wong com a Zhuge Zhengwo
- Jiang Yiyan com a Ji Yaohua
- Cheng Tai Shen com a Bushen (Sheriff King)
- Liu Yan com a Ru Yan (Lady Fog)
- Wu Xiubo com a An Shigeng (The God of Wealth)
- Yu Chen Hui com a An Yunshan
- Cao Bing Kun com a Minister Cai
- Sheren Tang com a Jiaoniang (Aunt Poise)
- Waise Lee com a Prince
- Bao Bei Er com a Da Lang (Big Wolf)
- Emma Wu com a Ding Dang
- Eddie Cheung com a Sheng Dingtian
- Kathy Chau com a Zhen Xiuyi
- Kenneth Low com a Duke Westgate
- Gao Tian com a Ouyang Da
- Xiang Tianran com a Ling'er (Bell)
- Lin Chu Wei com a Jiang Lei
- Liu Zi Wei com a Gao Tianzhao
- Jiang Yi Fan com a Li Wei
- Liu Feng Chao com a Guo Tao
- Li Shan Yu com a Firefly
- Jelly Lee com a Cicada
- Qiu Ye com a Dragonfly
- Lee Wan Zhen com a Wasp